# Birdy (colonna sonora)
Birdy  (1985) è una colonna sonora del musicista britannico Peter Gabriel, per il film di Alan Parker Birdy - Le ali della libertà.

## Il Disco
Primo lavoro di Peter Gabriel con il produttore Daniel Lanois, Birdy è stato rimasterizzato nel 2002 con tutta la discografia del cantante inglese.
Oltre a presentare brani originali, quali Floating dogs (che, tuttavia, non appare nella pellicola) Gabriel ha utilizzato temi dei suoi primi lavori come base per alcune tracce. Sulla copertina infatti si avvisa la divergenza dei brani omonimi con gli originali. Ad eccezione di Dressing the wound e Sketchpad with trumphet and voice, l'album è completamente strumentale.

## Tracce
Tutte le tracce sono state composte da Peter Gabriel, eccetto dove indicato.
1. At night – 2:38
2. Floating dogs – 2:55
3. Quiet and alone – 2:30
4. Close up (from Family Snapshot) – 0:58
5. Slow water – 2:51
6. Dressing the wound – 4:06
7. Birdy's flight (from Not One Of Us) – 2:58
8. Slow marimbas – 3:21
9. The heat (from The Rhythm Of The Heat) – 4:41
10. Sketch pad with trumpet and voice – 3:05
11. Under lock and key (from Wallflower) – 2:28
12. Powerhouse at the foot of the mountain (from San Jacinto) – 2:19

## Formazione
- Peter Gabriel - compositore
- Tony Levin - basso
- David Rhodes - chitarra
- Manny Elias - batteria
- Jon Hassell - tromba
- Larry Fast - sintetizzatore
- John Giblin - basso